# Watt (Q75)
Pour les articles homonymes, voir Watt (homonymie).
Le Watt est un sous-marin français, de la classe Pluviôse, construit sur le chantier naval de Rochefort au début de XXe siècle.

## Historique
(septembre 2012).
- 1914 : opérations, patrouilles en Manche
- De septembre 1914 à juin 1915 : il effectue des séjours à Portsmouth dans le cadre des accords de défense franco-anglais.
- Septembre 1915 : de Brest à La Pallice, opérations dans le golfe de Gascogne
- 17 janvier 1917 : escadrille de chasse de Bizerte ; patrouilles dans le canal de Sicile et sur les côtes d'Algérie
- 26 mars 1918 : il est attaqué au nord de La Galite par méprise par le navire anglais Jeannette II. Celui-ci lance des charges de profondeur qui endommagent le sous-marin. Après qu'il eut fait surface, les escorteurs anglais SS Frank Parish et américain USS Wenonah (SP-165) (en) font feu sur le sous-marin. Le commandant (lieutenant de vaisseau Paul Bourély) est tué. Cinq blessés sont transférés sur la Jeannette II. L'un d'eux, le quartier-maître canonnier Lambert succombe à ses blessures.
- 16 octobre 1919 : condamné à Bizerte
- 1er décembre 1919 : rayé
- 11 juin 1921 : coque vendue à Bizerte pour démolition.

## Sources
- Commandant de Balincourt, Les Flottes de combat en 1917, Augustin Challamel, 1917
- Gérard Garier, L'odyssée technique et humaine du sous-marin en France, t. 2 : Des "Emeraudes" (1905-1906) au "Charles Brun" (1908-1913), Nantes, Marines éd, 1998, 255 p. (ISBN 978-2-909675-34-3 et 2-909-67534-3, OCLC 490711289, BNF 37192872)
- Jean Guiglini, Les marques particulières des navires de guerre français : 1900-1950, Vincennes, Service historique de la marine, 2003, 210 p. (ISBN 978-2-11-091847-5 et 2-110-91847-0, OCLC 491210347)
- Jean-Michel Roche, Dictionnaire des bâtiments de la flotte de guerre française de Colbert à nos jours, Tome II, 1870-2006, Imp. Rezotel-Maury Millau, 2005
- Jacques Vichot, Pierre Boucheix, Répertoire des navires de guerre français, refondu par Hubert Michéa, AAMM, 2003